# Аргандаб
Арганда́б (перс. رود ارغنداب‎; в верховье Сайдахмад) — река в центральной части Афганистана. Левый и самый крупный приток реки Гильменд.
Длина — 562 км, по прямой — 420 км, коэффициент извилистости — 1,34 %, сумма длин русловых образований 3116 км. Высота истока — 3900 м, устья — 749 м, средний уклон — 0,56 %. Площадь бассейна — 53000 км². Средний годовой расход воды около 44,7 м³/сек у выхода из гор, в половодье 100—150 м³/с, зимний — 20-30 м³/с. Наименьший сток в сентябре: в устье — 3,1 м³/сек, у выхода из гор в сентябре — 9,3 м³/с.

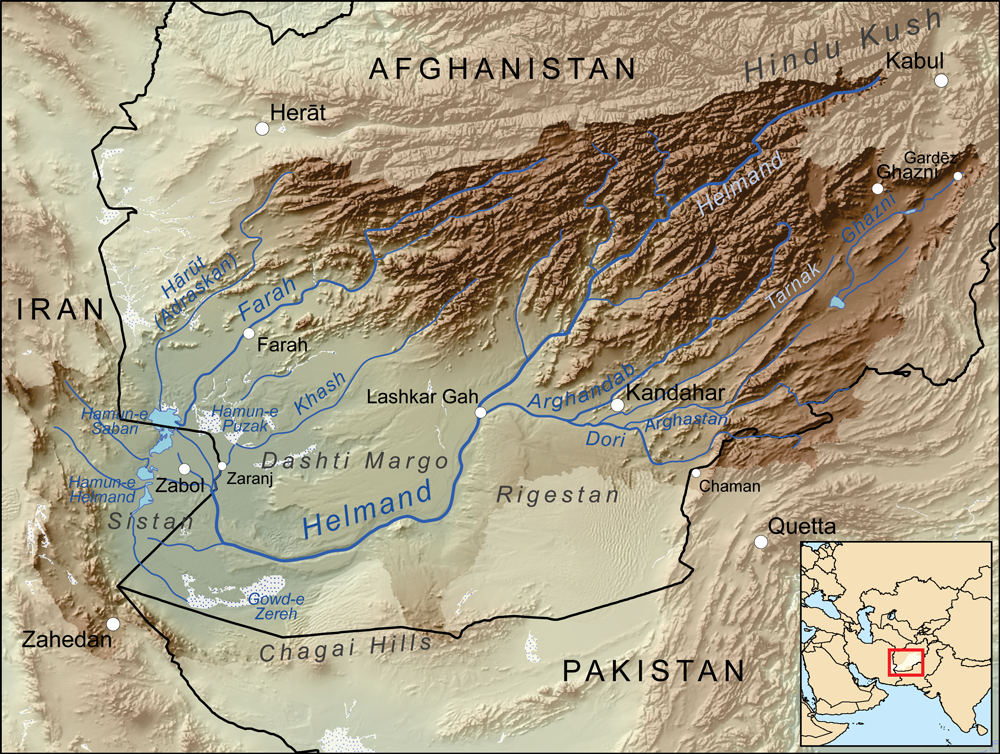
Бассейн реки Гильменд

Берёт начало при слиянии рек Харбед и Камарак и течёт в юго-западном направлении, пока не достигает русла реки Гильменд. С восточной стороны параллельно Аргандабу протекает река Тарнак, которая впадает в её левый приток Дори.
В нижнем течении Аргандаба воды реки используются для ирригации, так как местные земельные угодья
плодотворно культивируется и является обжитой. Селения вдоль реки встречаются редко. Имеется шоссе, соединяющее Кабул и Кандагар (расположен между реками Аргандаб и Тарнак).
В 2008 году объявлено о начале реализации проекта по модернизации плотины Дала, что должно привести к двоекратному увеличению площади орошаемых земель, прилегающих к Аргандабу. Стоимость проекта оценивается в $50 млн.